# Miyaki, Saga
Miyaki (みやき町 Miyaki-chō) là một thị trấn thuộc huyện Miyaki, Saga, Nhật Bản.

## Các nơi nổi tiếng
- Công viên Shirasaka